# 19470 Wenpingchen
19470 Wenpingchen è un asteroide della fascia principale. Scoperto nel 1998, presenta un'orbita caratterizzata da un semiasse maggiore pari a 2,8838916 UA e da un'eccentricità di 0,0628764, inclinata di 1,06843° rispetto all'eclittica.